# Doppia vita
Doppia vita (A Double Life) è un film del 1947 diretto da George Cukor. È il primo dei sette film che il regista girò con gli sceneggiatori Ruth Gordon e Garson Kanin. Shelley Winters è qui nel primo ruolo importante della sua carriera.

## Trama
Anthony John è un noto attore, la cui bravura deriva dal sapersi calare nei panni dei suoi personaggi. Nella vita non riesce a togliersi di dosso i suoi ruoli teatrali. Quando deve portare in scena l'Otello, l'attrice che interpreta Desdemona è Brita, un tempo sua moglie, e diventa vittima delle sue gelosie. Anthony comincia a frequentare Pat Kroll, una cameriera che lo invita a casa sua, poi accusa Brita di avere una relazione con Bill Friend, l'addetto stampa della commedia. Quasi impazzito, Anthony va a casa di Pat e la strangola dopo aver recitato alcune battute dell'Otello. Bill sospetta di Anthony e gli tende una trappola assieme a un detective, truccando una ragazza per renderla somigliante a Pat. Anthony cade nella trappola e viene deciso che il suo arresto sarà eseguito alla fine della recita serale, ma l'attore capisce di essere braccato e si uccide dietro le quinte del teatro.

## Produzione
Il film fu prodotto da Michael Kanin per la Kanin Productions e l'Universal Pictures. Venne girato a New York e all'Empire Theatre con il titolo di lavorazione The Art of Murder dal giugno 1947 al settembre 1947.

## Distribuzione
Distribuito dalla Universal Pictures, il film uscì nelle sale cinematografiche USA il 25 dicembre 1947, presentato in prima a Los Angeles.

## Riconoscimenti
- 1948 - Premio Oscar
  - Miglior attore protagonista a Ronald Colman
  - Miglior colonna sonora a Miklós Rózsa
  - Candidatura Migliore regia a George Cukor
  - Candidatura Migliore sceneggiatura originale a Ruth Gordon e Garson Kanin
- 1948 - Golden Globe
  - Miglior attore in un film drammatico a Ronald Colman